# Hrabstwo Harrison (Wirginia Zachodnia)
Hrabstwo Harrison (ang. Harrison County) – hrabstwo w stanie Wirginia Zachodnia w Stanach Zjednoczonych. Obszar całkowity hrabstwa obejmuje powierzchnię 416,60 mil² (1078,99 km²). Według szacunków United States Census Bureau w roku 2010 miało 69 099 mieszkańców.
Hrabstwo powstało w 1784 roku. 

## Miasta
- Anmoore
- Bridgeport
- Clarksburg
- Lost Creek
- Lumberport
- Nutter Fort
- Salem
- Shinnston
- Stonewood
- West Milford[4]

## CDP
- Despard
- Enterprise
- Gypsy
- Hepzibah
- Spelter
- Wolf Summit[4]

| Populacja hrabstwa w poprzednich latach | Populacja hrabstwa w poprzednich latach |
| Rok                                     | Liczba ludności                         |
| --------------------------------------- | --------------------------------------- |
| 1980                                    | 77 488                                  |
| 1990                                    | 69 371                                  |
| 2000                                    | 68 652                                  |
| 2010                                    | 69 099                                  |